# Mörka triaden
Den mörka triaden är en samlingsbeteckning för tre psykologiskt skattade ledartyper. Till den mörka triaden räknas narcissister, psykopati (psykopater) och cynisk/manipulativ attityd (machiavellism från författaren Niccolò Machiavelli som skrev Fursten). Beteende som faller inom den mörka triaden är vetenskapligt konstaterat vanligare bland män än bland kvinnor.

## Kort beskrivning av de tre personligheterna
- Den narcissistiska personligheten (i den kliniska bemärkelsen) kännetecknas av en storslagen självbild (grandios personlighet), anser sig äga rätten, egoism och brist på empati. Vissa teorier, som Kohut[3] för fram är det associerat med en skyddsmekanism av en radikalt svag, utskämd eller skadad egenbild.
- Den machiavelliska personligheten präglas av manipulation och exploatering av andra, med en cynisk likgiltighet för moral och fokus på egenintresse och bedrägeri.
- Psykopaten eller personen med antisocial personlighetsstörning, kännetecknas av impulsivt spänningssökande, den primära formen av själviskhet, känslokyla, brist på personlig affekt, ytlig charm och oförmåga till ånger. Inom den mörka triaden tycks psykopati inte ha någon relation till kontraproduktivt beteende.

De tre personligheterna griper in i varandra eftersom ingen klar gräns kan sättas mellan dem. Avståndet till borderline och mytomani är inte heller så stort och det finns viss samsjuklighet mellan alla dessa personlighetsstörningar.

## Bakgrund
Allt sedan Niccolò Machiavelli skrev Fursten har filosofer och senare psykologer sökt efter förklaringar för beteenden hos olika ledare och chefer. Huruvida boken var menad som en satir eller handbok lär vi aldrig få reda på eftersom författaren dog 21 juni 1527 men säkert är att många ledare och chefer har, alltsedan den skrevs, följt boken dogmatiskt i tron att den var en manual för ledarskap.

## Relevans, analys och återverkan
Enligt professor Lennart Sjöberg m.fl. finns svaren till ledares och chefers 7-siffriga löner och fallskärmar i en kombination av de tre psykologiska beteenden som ingår i den mörka triaden, nämligen narcissistisk, psykopatisk och cynisk/manipulativ attityd (machiavellism). Enligt professor Lennart Sjöberg ligger förklaringen i en absurd självöverskattning och narcissistisk självuppfattning samt i ren och skär avundsjuka gentemot andra ledares och chefers avtal eftersom dessa uppgifter är offentliga. Han påpekar även att dessa personer är olämpliga som ledare eller chefer och att de tillsammans med psykopati och cynisk och manipulativ attityd lurat många rekryterare. Han menar att det går att hitta lika eller mera kompetenta personer, till lägre kostnad, om rekryteringsbasen breddas och rationella urvalsmetoder införs, bl.a. tester. Ofta väljs dock dessa toppledare och -chefer på ett informellt sätt vilket motverkar all form av objektivitet. Han menar även att detta beteende resulterar i en negativ utveckling av övriga anställdas motivation eftersom de vet vem som egentligen utför jobbet och skulle vara förtjänta av en uppmuntran. 
Konsekvensen blir därför att företaget eller organisationen, förr eller senare, kollapsar på grund av den demoralisering som "mörka triaden"-ledare och -chefer utsätter verksamheten för. Tack vare sitt psykopatiska och manipulativa agerande uppvisar de till en början charm och enormt självförtroende och lurar för en tid omvärlden. När ledare och chefer agerar utifrån sitt narcissistiska, psykopatiska och cyniskt/manipulativa perspektiv och förser sig ur företags och organisationers kassor är detta ett uttryck för dessa personers bristande verklighetsförankring och prov på deras storhetsvansinne och hybris.